# 郭庆 (前秦)
郭慶，五胡十六国時代前秦人物。
郭慶在前秦担任游击将軍。建元六年（370年）五月，参与尚書令王猛征伐前燕的大軍。八月，与王猛、鎮南将軍楊安、虎牙将軍張蚝一起攻打晋陽。十月，前秦军进入潞川与前燕主帅慕容評对峙，王猛命郭庆率领五千精鋭骑兵，趁夜顺着小路绕到慕容评军营的后面，焚烧了他的轻重装备。火光在邺城中都能看到。十一月，前秦軍攻打邺城，前燕皇帝慕容暐逃出。郭慶率騎兵追击，郭庆在高阳追上，前燕将领巨武将慕容暐捆绑。于是将他押送给前秦天王苻坚。郭庆继续前进，抵达龙城，太傅慕容评逃奔到高句丽，高句丽拘捕了慕容评，把他送到给郭慶。郭庆派遣将军朱嶷攻打宜都王慕容桓。在遼東大破慕容桓，慕容桓丢下兵众单騎逃走，朱嶷将其擒获斩杀。前燕的諸州牧、守、六夷軍尽数归降前秦。苻坚任命郭庆为持节、都督幽州诸军事、幽州刺史，赐封襄城侯爵位，鎮守薊城。
建元十二年（376年）十月，刘卫辰受到了代国的威胁，向前秦求救，苻坚任命北討大都督苻洛率领幽州、冀州的十万军队攻击，郭慶任右禁将軍，与并州刺史俱难、镇军将军邓羌、尚书赵迁、李柔、前将军朱肜、前禁将军张蚝，共率步骑兵二十万呼应。十二月，前秦軍呑併代国。